# Manuel Chambi López
Manuel Chambi López (Cusco, 2 de enero de 1924 - Lima, 24 de noviembre de 1987) fue un cineasta, catedrático universitario y arquitecto peruano. Fue uno de los fundadores del Cine Club Cusco.

## Biografía
Manuel Chambi López fue hijo del reconocido fotógrafo Martín Chambi y de Manuela Judith López Viza. Se casó con Lucrecia Echegaray Adrian, profesora de Andahuaylas, con quien tuvo seis hijos: Gina, Martín, Peruska, Roberto, Anaí y Óscar.

## Educación
Realiza sus estudios primarios en el Colegio Ciencias del Cusco y los secundarios en el Colegio Salesiano de la misma ciudad. Posteriormente estudió arquitectura en Buenos Aires, Argentina. Es 1952, donde toma interés por el cine. Animado por sus amigos e intelectuales, asiste al Cine Club Gente de Cine, que luego pasaría a ser la Cinemateca Argentina. Es aquí donde toma conciencia del impacto y la importancia del valor social que existe en el arte. Es en 1953, que termina sus estudios de arquitectura y se dispone a volver al Cusco a ejercer su profesión.  Fue becado en 1964 por el Centro Experimental de Cine de Roma (Italia), para realizar estudios en esta institución. 

## Docencia
En 1957 es nombrado catedrático en la Facultad de Ingeniería Civil (aún no existía la Facultad de Arquitectura) en la Universidad Nacional de San Antonio Abad del Cusco.  En 1958, es elegido como el primer Decano del Colegio de Arquitectos del Cusco, a la par se desempeña como Concejal de obras públicas en el Municipio del Cusco, participando en la reconstrucción posterior al terremoto de 1950.

## Cine Club Cusco
1955 funda el legendario y reconocido Cine Club Cusco (CCC) junto a Eulogio Nishiyama, Jorge del Carpio, Luis Figueroa, José Arce, Julia Chambi, Carmen Apied, Alberto Quintanilla, Rodolfo Zamalloa, Víctor Chambi, Justo y Hugo Béjar entre otros.  Institución que tuvo una duración de 12 años y en la que Manuel Chambi fue el único presidente, el CCC difundió películas en ciclos de cine francés, italiano, alemán, ruso traídas especialmente, films que permitían debate y posteriormente fomentaron la producción fílmica regional, ese es el mérito pues destacaron con una gran producción de películas de corte documental realizadas por Manuel Chambi, Eulogio Nishiyama, Luis Figueroa, Víctor Chambi en la ciudad del Cusco.

## Filmografía
- Corpus del Cusco (1955). Este corto es la primera producción del Cine Club Cusco, dirigido por Manuel Chambi, filmado en 16 mm en película reversible. Es un recorrido visual de la fiesta religiosa en Cusco del Corpus Christi. [6]
- Toros y cóndor (1956). Famosa corrida de toros con cóndor, Yawar Fiesta de nuestro ande peruano. [7]
- Carnaval de Kanas (1956). Documental de la comunidad de Kanas en Cusco en la época de carnaval, que narra las costumbres y vivencias del inicio de una pareja Kanas.[8]
- Lucero de Nieve (1957). Documental de la fiesta más grandiosa e importante del mundo andino en el Cusco, Quyllurrit'i, donde diversas comunidades acuden a la celebración de esta fiesta, es la primera vez que se filma esta fiesta. [9]
- El abigeo (1969 - 1970). Único e inconcluso largometraje de ficción realizado por Manuel Chambi con sus alumnos de la Universidad de Lima. [10]

## Premios
- Festival de Cine de Santa Margarita en Génova Italia. Ganador del Primer Premio. 1960.
- Primer Festival de Cine Peruano. Ganador del Primer Premio "Q'onopa de Oro". 1965.